# Hockinia montana
Hockinia montana är en gentianaväxtart som beskrevs av Gardn.. Hockinia montana ingår i släktet Hockinia och familjen gentianaväxter. Inga underarter finns listade i Catalogue of Life.